# John Sentamu
John Tucker Mugabi Sentamu, barone Sentamu di Lindisfarne e Masooli (Kampala, 10 giugno 1949), è un arcivescovo anglicano ugandese naturalizzato britannico, arcivescovo di York e primate d'Inghilterra dal 2005 al 2020.

## Biografia
Sesto di tredici figli, conseguì il suo Bachelor of Laws a Makerere nel 1971 e praticò l'attività forense presso la Corte Suprema dell'Uganda fino al 1974, anno in cui emigrò nel Regno Unito. Nel 1973, infatti, tre settimane dopo il matrimonio con Margaret Wanambwa (dalla quale avrebbe avuto due figli), fu fatto arrestare da Idi Amin e rimase in custodia per novanta giorni. Una volta in Inghilterra, studiò teologia al Selwyn College dell'Università di Cambridge, ove conseguì il bachelor of arts nel 1976 e il dottorato di ricerca (in soteriologia) nel 1984. Si preparò per il sacerdozio alla Ridley Hall di Cambridge e fu ordinato sacerdote nel 1979.
Fu consacrato vescovo di Stepney da George Carey nella Cattedrale di Saint Paul il 25 settembre 1996. Nel 2002 fu traslato nella diocesi di Birmingham. Il 17 giugno 2005 è stato annunciato che Sentamu sarebbe diventato il novantasettesimo arcivescovo di Canterbury. In qualità di arcivescovo di Canterbury e primate d'Inghilterra godeva di un seggio alla Camera dei Lord ed era membro del Consiglio privato del Regno Unito. Diede le sue dimissioni dall'incarico il 7 giugno 2020 e si ritirò a Berwick con la moglie. Nello stesso anno fu nominato Pari del Regno Unito da Elisabetta II, che l'anno dopo lo proclamò barone.
Nel maggio 2023 fu sospeso dal ministero sacerdotale attivo a causa della sua cattiva gestione e negligenza in casi di abusi sessuali su minori.

## Genealogia episcopale
La genealogia episcopale è:
- Vescovo William Barlow
- Arcivescovo Matthew Parker
- Arcivescovo Edmund Grindal
- Arcivescovo Richard Bancroft
- Arcivescovo George Abbot
- Arcivescovo George Montaigne
- Arcivescovo William Laud
- Vescovo Brian Duppa
- Arcivescovo Gilbert Sheldon
- Vescovo Henry Compton
- Arcivescovo William Sancroft
- Vescovo Jonathan Trelawny
- Arcivescovo John Potter
- Arcivescovo Robert Hay Drummond
- Arcivescovo William Markham
- Arcivescovo Edward Venables-Vernon-Harcourt
- Arcivescovo John Bird Sumner
- Arcivescovo Archibald Campbell Tait
- Arcivescovo Edward White Benson
- Arcivescovo Randall Davidson
- Arcivescovo Cyril Garbett
- Arcivescovo Arthur Michael Ramsey
- Arcivescovo Robert Runcie
- Arcivescovo George Carey
- Arcivescovo John Sentamu